# Jörg Siebenhandl
Jörg Siebenhandl (sinh ngày 18 tháng 1 năm 1990) là một cầu thủ bóng đá Áo chơi ở vị trí thủ môn thi đấu cho Sturm Graz.

## Sự nghiệp câu lạc bộ
Sau khi hợp đồng với SC Wiener Neustadt hết hạn vào mùa hè năm 2014, Siebenhandl không có câu lạc bộ cho đến khi gia nhập lại câu lạc bộ trẻ đầu tiên của anh Admira Wacker vào tháng 11 năm 2014. Anh ký hợp đồng đến 2017 và đóng vai trò như người thay thế thủ môn chính bị chấn thương Andreas Leitner. Mùa hè năm 2016 anh chuyển đến câu lạc bộ của 2. Bundesliga là Würzburger Kickers. Siebenhandl ra mắt đội bóng mới sau thất bại ở DFB-Pokal trước TSV 1860 München ngày 25 tháng 10 năm 2016.